# W. David Arnett

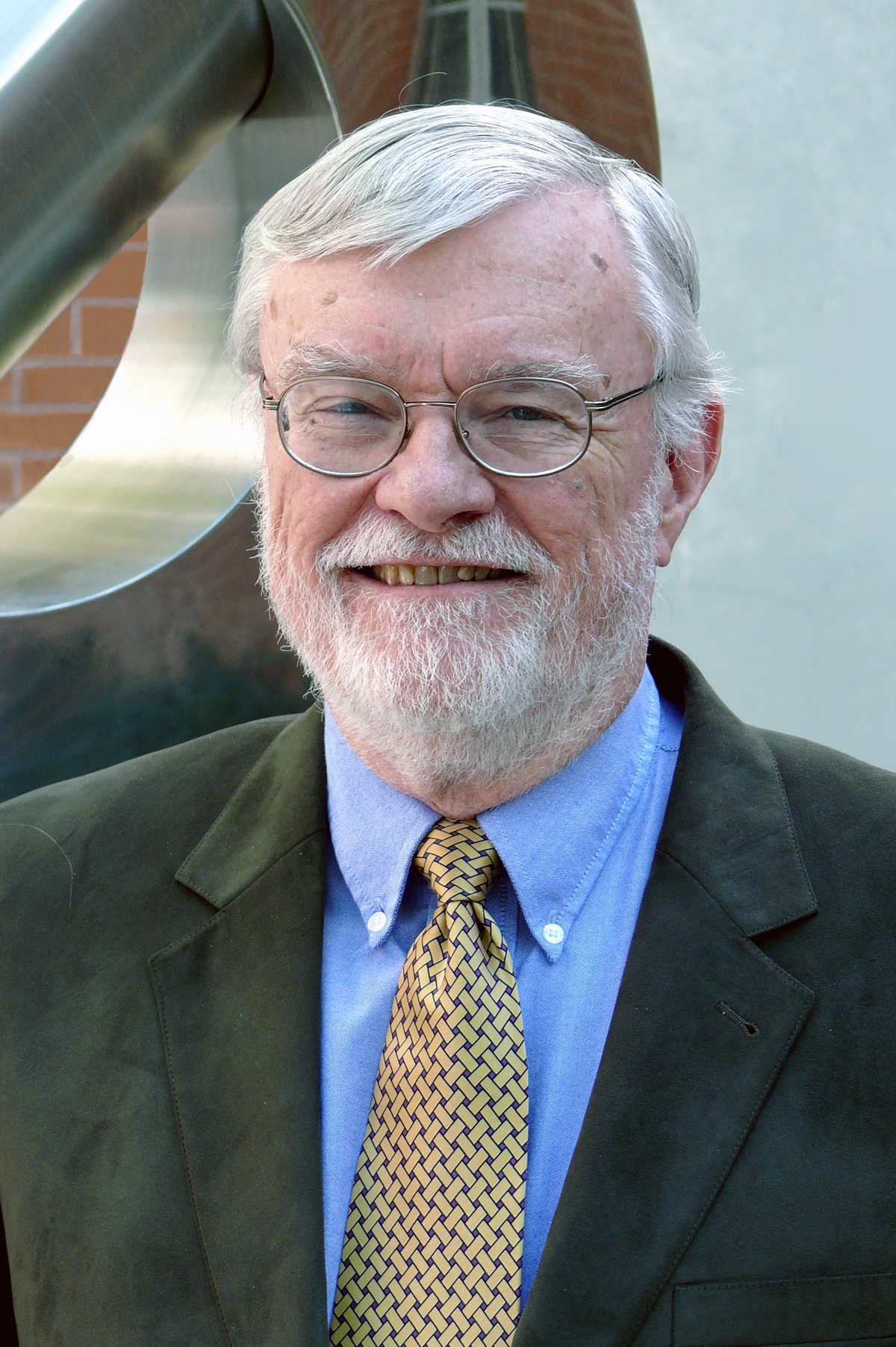
William David Arnett

William David Arnett (* 1940), genannt David Arnett, ist ein US-amerikanischer theoretischer Astrophysiker.
Arnett studierte Physik an der University of Kentucky (Bachelor 1961) und promovierte 1965 bei Alastair G. W. Cameron an der Yale University. 1965 war er am Goddard Institute of Space Studies und 1967 bis 1969 war er bei William A. Fowler am Caltech, bevor er 1969 Assistant Professor an der Rice University wurde. 1971 wurde er Associate Professor an der University of Texas at Austin und 1975 Professor an der University of Illinois at Urbana-Champaign. 1977 wurde er Professor am Enrico Fermi Institut der University of Chicago, wo er bis 1989 blieb. Ab 1988 war er Regents Professor am Steward Observatory der University of Arizona. Ab 2007 war er zusätzlich Chandrasekhar Professor am International Center for Relativistic Astrophysics (ICRA) in Rom–Pescara–Nizza.
Arnett war ein Pionier in der hydrodynamischen Simulation (mit Strahlungskopplung und -transport) des Gravitationskollapses zum Beispiel bei der Bildung von Neutronensternen und Schwarzen Löchern und bei Supernovae. Dabei machte er Vorhersagen über die dabei entstehenden Elementehäufigkeiten und die Lichtkurvenverläufe, wobei er 1977 neue Typen vorhersagte (Ib und Ic). Er untersuchte auch Sternmodelle und Computer-Modellierung von turbulenten Flüssigkeiten und damit zusammenhängend Konvektion in Sternen.
Er ist Mitglied der American Academy of Arts and Sciences, der National Academy of Sciences und Fellow der American Physical Society, der American Association for the Advancement of Science sowie der American Astronomical Society. 1970 wurde er Sloan Research Fellow. 1980 erhielt er mit J. W. Truran den Distinguished Graduate Award der Yale University und 1981 den US Senior Scientist Humboldt Award. 2008 war er Chandrasekhar Lecturer am Bose Center in Kolkata. 2009 erhielt er den Hans-A.-Bethe-Preis. 2012 wurde er mit der Henry Norris Russell Lectureship ausgezeichnet und mit dem Marcel Grossmann Award.

## Schriften
- Supernovae and Nucleosynthesis. An Investigation of the History of Matter, from the Big Bang to the present. Princeton University Press, Princeton NJ u. a. 1996, ISBN 0-691-01148-6.
- als Herausgeber mit James W. Truran: Nucleosynthesis. Challenges and new Developments. University of Chicago Press, Chicago IL u. a. 1985, ISBN 0-226-02787-2.
- als Herausgeber mit David Schramm: Explosive Nucleosynthesis. Proceedings of the Conference on Explosive Nucleosynthesis. Held in Austin, Tex., Apr. 2–3, 1973. University of Texas Press, Austin TX u. a. 1973.